# Bahnhof Sigmundsherberg
Der Bahnhof Sigmundsherberg (eröffnet als Sigmundsherberg-Horn) ist ein Abzweigbahnhof in der Gemeinde Sigmundsherberg im Bezirk Horn im Waldviertel. Hier zweigen die 1872 von der Österreichischen Nordwestbahn errichtete Bahnstrecke Zellerndorf–Sigmundsherberg und die 1889 errichtete Kamptalbahn von der von Wien nach Gmünd führenden Franz-Josefs-Bahn östlich des Bahnsteigbereichs ab. Regelbetrieb (Person- und Güterverkehr) findet seit der Stilllegung der Pulkautalbahn nur mehr auf der Franz-Josefs-Bahn und der Kamptalbahn statt. Der Bahnhof verfügt sowohl über eine Bushaltestelle als Verknüpfung zum Busverkehr ins Waldviertel und Weinviertel als auch über eine Park-and-Ride-Anlage südlich des Bahnhofs.

## Geschichte
Der Bahnhof wurde im Zuge des Baus der Franz-Josefs-Bahn zwischen Eggenburg und Gmünd in den 1860er Jahren errichtet und unter dem Namen Sigmundsherberg-Horn eröffnet. Obwohl der Bahnhof ursprünglich gar nicht vorgesehen war (die Franz-Josefs-Bahn sollte ursprünglich über Horn gebaut werden), entwickelte er sich mit dem Bau der Bahnstrecke Zellerndorf–Sigmundsherberg und Kamptalbahn schnell zum Eisenbahnknoten. Der Bahnhof war seit jeher Zwischenhalt der internationalen Fernzüge, welche nach Prag, Berlin und Hamburg verkehrten. Besondere Bedeutung bekam dem Bahnhof im Ersten Weltkrieg aufgrund des Kriegsgefangenenlagers Sigmundsherberg zu, da hier die Waren dafür umgeschlagen wurden. Begonnen mit der Auslagerung des internationalen Güterverkehrs auf die Nordbahn, wurde der Bahnhof mit Änderung des Laufwegs der Fernzüge wie des Vindobona zum Nahverkehrshalt degradiert. Mit den Plänen, die Bezirkshauptstadt Horn direkt mit Wien mittels der Horner Spange zu verbinden, könnte die Bedeutung des Eisenbahnknotens Sigmundsherberg weiters verschwinden.
1984 kam es zu großen Änderungen, als die Franz-Josefs-Bahn zwischen Absdorf-Hippersdorf und Sigmundsherberg elektrifiziert wurde. Fortan gab es daher einen Umspannzwang von Elektro- auf Diesellokomotiven. 1995 wurde mit der Elektrifizierung der Strecke bis Gmünd der Bahnhof modernisiert und Bahnsteige errichtet, welche ein ebenerdiges Einsteigen in barrierefreie Züge ermöglichen.

## Anlagen
Der Bahnhof verfügt über einen beheizten Warteraum mit Sitzmöglichkeiten und Herren- und Damentoilette. Am Bahnsteig 1 gibt es Zeitungsstände der Gratiszeitung Heute.
Der Bahnsteig hat drei Hauptbahnsteige für den Betrieb auf der Franz-Josefs-Bahn. Der Hausbahnsteig (Gleis 1) ist sowohl mit einem niveaugleichen Übergang als auch über die Überführung mit dem Inselbahnsteig (Gleise 2 und 3) verbunden. Zusätzlich gibt es für die Kamptalbahn noch Gleis 21 und den verlängerten Bahnsteig 2, welche mit dem Inselbahnsteig verbunden sind.
Weiters besitzt der Bahnhof drei Durchfahrtsgleise und einige Abstellgleise, welche sowohl dem Güterverkehr als dem Abstellen der Triebwagen (ÖBB 5047, ÖBB Cityjet) und der Wagen des Nahverkehrs dienen. Zusätzlich ist in Sigmundsherberg eine Diesellokomotive der Baureihe 2016 stationiert. Diese dient dem Verschubgüterverkehr auf der Kamptalbahn zwischen Sigmundsherberg und Horn und auf der Franz-Josefs-Bahn.
Gegenüber dem Bahnhofsgebäude sind Exponate des Eisenbahnmuseums Sigmundsherberg ausgestellt.

## Verbindungen

### Zugverbindungen
Eine wichtige Verbindung für Pendler ist die Franz-Josefs-Bahn nach Wien FJB. Auf der Kamptalbahn nach Sigmundsherberg verkehren hauptsächlich Zubringerzüge zu den Regionalexpress-Zügen nach Wien Franz-Josefs-Bahnhof. Diese Zubringerzüge beginnen und enden größtenteils in Horn (Niederösterreich), manche werden jedoch direkt bis zum St. Pöltener Hauptbahnhof durchgebunden. Auf der Franz-Josefs-Bahn herrscht tagsüber ein Stundentakt zwischen Wien FJB und Sigmundsherberg durch Überlagerung der zweistündlich verkehrenden Züge Wien FJB–Sigmundsherberg und Wien FJB–Gmünd/České Velenice. Dieser Takt wird in der Hauptverkehrszeit auf einen Halbstundentakt verdichtet. Bis vor einigen Jahren verkehrten im selbigen Abschnitt ebenfalls Regionalzüge, welche die bis 12. Dezember 2015 bestehenden „kleineren“ Haltestellen im Abschnitt Absdorf–Sigmundsherberg bedienten. Jedoch wurde diese Verbindung – so wie die Haltestellen – zu Gunsten einer Fahrtzeitverkürzung auf der Franz-Josefs-Bahn aufgegeben.
| Linie | Strecke                                                                                      | Takt (min)          | Fahrzeugeinsatz                                                                                   | Anmerkung                             |
| ----- | -------------------------------------------------------------------------------------------- | ------------------- | ------------------------------------------------------------------------------------------------- | ------------------------------------- |
| REX41 | Sigmundsherberg – Eggenburg – Tulln/Donau – Wien Franz-Josefs-Bahnhof                        | ~120                | Nahverkehrs-Doppelstockwagen der ÖBB (tlw. mit CityShuttle-Steuerwagen) ÖBB 4746 (an Wochenenden) | zur Hauptverkehrszeit alle 60 Minuten |
| REX41 | České Velenice/Gmünd – Sigmundsherberg – Eggenburg – Tulln/Donau – Wien Franz-Josefs-Bahnhof | ~120                | Nahverkehrs-Doppelstockwagen der ÖBB ÖBB 4746 (an Wochenenden)                                    | zur Hauptverkehrszeit alle 60 Minuten |
| R44   | Sigmundsherberg – Horn (– Gars am Kamp – Krems an der Donau – St. Pölten Hbf)                | ~60 (einzelne Züge) | ÖBB 5047                                                                                          | stündliche Anschlüsse Richtung Wien   |

### Busverbindungen
Vom Bahnhof aus gibt es regelmäßige Busverbindungen nach Horn, Weitersfeld, Pulkau, Jetzelsdorf und Eggenburg.